# Johann Nepomuk von Montfort
Johann Nepomuk von Montfort (* 1723; † 1775) war Domherr zu Köln.
Ab 1745 Domherr in Köln und Speyer, wurde er später auch noch Domherr in Konstanz. Als Domkantor von Konstanz wurde er 1770 zum Chorbischof des Kölner Domkapitels gewählt und war ab 1773 auch zugleich Kanoniker am Stift St. Gereon in Köln.
Siehe auch: Liste der Kölner Domherren
| Personendaten    | Personendaten                |
| ---------------- | ---------------------------- |
| NAME             | Montfort, Johann Nepomuk von |
| KURZBESCHREIBUNG | Domherr zu Köln              |
| GEBURTSDATUM     | 1723                         |
| STERBEDATUM      | 1775                         |